# Gabacho Maroc
Gabacho Maroc (anciennement Gabacho Maroconnection) est un groupe franco-hispano-marocain basé en France et en Espagne, dont le style musical fusionne la musique marocaine, les influences gnaouas, la musique africaine, et le jazz.

## Historique

### Rencontre
Gabacho Maroc est le fruit de la rencontre musicale, en 2012, du quintet de jazz franco-espagnol Gabacho Connection et de musiciens marocains. Formé par le batteur Vincent Thomas et se nommant originellement Gabacho Maroconnection , le nom du groupe se compose à la fois du mot gabacho, appellation péjorative utilisée par les espagnols pour désigner leurs voisins du Nord, et des mots Maroc ou Maroconnection (connexion marocaine). Le projet se compose à ses débuts de membres issus du conservatoire supérieur de jazz de San Sebastián Musikene (es) : Vincent Thomas (batterie), Eric Oxandaburu (basse), Charley Rose (saxophone alto), Baptiste Techer (saxophone ténor), Willy Muñoz (claviers). ainsi que de trois musiciens traditionnels résidant au Maroc à El Jadida: Ba'kili Chouaib (chant principal, guembri), Youssef El Achab (chant, percussions), Guefara Belatar (percussions). Le groupe donne son premier concert à l'Institut Français d'El Jadida fin 2012. Les influences musicales de Gabacho Maroc sont: Karim Ziad, Joe Zawinul, Aziz Sahmaoui, les grands maitres Gnaouas, Sixun, Avishai Cohen et l'Orchestre national de Barbès

### Premiers concerts en Europe
Début 2013, à cause de problèmes de mobilité internationale, la formation se sépare des musiciens d'El Jadida, et décide de collaborer avec des musiciens marocains résidant en Europe. Hamid Moumen (chant principal, guembri) et Jaouad Jadli (chant, percussions), tous deux originaires d'Essaouira, intègrent la formation en compagnie du musicien français Frédéric Faure (percussion, n'goni). Baptiste Techer quitte également la formation, remplacé par le saxophoniste et chanteur espagnol Antonio Lizana. Le groupe effectue sa première tournée en Europe en 2013, et se produit notamment au Festival de jazz de Saint-Sébastien, au festival Universijazz (Valladolid) et aux Fêtes de Bayonne. 

### Bissara, Moussaoui.
Premier album du groupe, Bissara sort en mai 2014 sur le label indépendant Label Oued. L'album, enregistré à Grenade (Espagne) en automne 2013, connaît un vif succès auprès de la presse espagnole,. Le single Moussaoui apparait sur la compilation Rough Guides (en) intitulée The Best Arabic Music you've Never Heard du label anglais World Music Network (en). Une tournée de 50 concerts dont 30 festivals en Espagne, France et Italie s'enchaine dès la sortie de l'album.

### Tournées internationales, formation actuelle
En 2015, le groupe effectue sa première tournée internationale (Europe, Amérique du sud, Afrique et Asie), participant notamment à Visa For Music et Jazz au Chellah (Rabat, Maroc), Etnosur (es), Roccella Jazz Festival (Italie), aux Festivals de jazz de Calcutta, de Goa et de Bengalore (Inde), et au festival de jazz de l'université de Santiago du Chili. Le rythme de travail s'intensifiant, Antonio Lizana, Willy Muñoz et Jaouad Jadli décident d'arrêter, remplacés par Illyes Ferfera (saxophone ténor), Maximilien Helle-Forget (claviers) et Aziz Fayet (chant, oud, percussions), ce dernier étant le leader de la célebre formation marocaine Aflak. 
En 2016, Gabacho Maroconnection devient Gabacho Maroc. Cette année est marquée par la participation du groupe à d'importants festivals: Festival Mawazine (Maroc), Festival des Hauts de Garonne (France), TFF Rudolstadt (en), La Mar de Músicas (es) inclus dans une tournée internationale passant par 9 pays: France, Espagne, Allemagne, Hongrie, Maroc, Tunisie, Colombie, Équateur, et Mexique.. 
Le groupe prépare actuellement son second album, dont la sortie est prévue courant 2017.

## Membres du groupe
- Hamid Moumen - chant, guembri (intègre le groupe en 2013)
- Aziz Fayet - chant, oud, percussions (2015)
- Charley Rose - saxophone alto (2012)
- Illyes Ferfera - saxophone ténor (2015)
- Frédéric Faure - percussions, n'goni (2013)
- Maximilien Helle Forget - claviers (2015)
- Eric Oxandaburu - basse (2012)
- Vincent Thomas - batterie (2012)

## Discographie
- 2014: Bissara (Label Oued)
- 2018: Tawassol

## Distinctions et nominations
Gabacho Maroc a est nommé aux awards de la musique africaine All Africa Music Awards en 2015 comme meilleur groupe de jazz africain.